# پروتئین ۱ هتروکروماتین
پروتئین ۱ هتروکروماتین (انگلیسی: Heterochromatin protein 1) یا به اختصار «HP1»، خانواده‌ای از پروتئین‌های به‌شدت محافظت‌شده‌است که عملکرد مهمی در هسته سلول دارند که شامل غیرفعال کردن ژن‌ها (از طریق ایجاد هتروکروماتین)، رونویسی ژنی، فعال‌سازی، تنظیم اتصال ترکیبات چسبنده به سانترومرها، راندن و تجمیع ژن‌ها به محیط هستهٔ سلول، توقف رونویسی ژنتیکی، حفظ استحکام هتروکروماتین‌ها، سرکوب ژن در سطح نوکلئوزوم منفرد، سرکوب ژن از طریق هتروکروماتینه کردنِ یوکروماتین و بازسازی دی‌ان‌ای است.
پروتئین‌های HP1 اجزاء اساسی و اولیهٔ بسته‌بندی هتروکروماتین محسوب می‌شوند و در نواحی سانترومر و تلومر کروموزوم‌های تمامی یوکاریوت‌ها، به‌استثنای مخمرهای جوانه‌زننده، به‌وفور یافت می‌شوند.
پروتئین‌های HP1 نخستین بار در سال ۱۹۸۶ توسط «تاراپل سی. جیمز» و «سارا اِلگین» در مگس سرکه کشف شد.

## برای مطالعهٔ بیشتر
- Singh PB, Georgatos SD (Oct–Dec 2002). "HP1: facts, open questions, and speculation". Journal of Structural Biology. 140 (1–3): 10–6. doi:10.1016/S1047-8477(02)00536-1. PMID 12490149.